# فرد فالنر
فرد فالنر (بالإنجليزية: Fred Wallner)‏ هو لاعب كرة قدم أمريكية أمريكي، ولد في 28 أبريل 1928 في غرينفيلد في الولايات المتحدة، وتوفي في 4 نوفمبر 1999.

## وصلات خارجية
- فرد فالنر على موقع مرجع كرة القدم المحترفة.كوم (الإنجليزية)